# Młyny (przystanek kolejowy)
Młyny – nieczynna stacja kolejowa, a następnie przystanek kolejowy w Młynach, w województwie kujawsko-pomorskim, w Polsce.